# Марушев, Максим Александрович
Максим Александрович Марушев (род. 1 января 1999, Саратов) — российский хоккеист, нападающий. Брат-близнец Данила также хоккеист.

## Биография
Начинал заниматься в саратовском «Кристалле», в 2012 году перешёл в систему казанского «Ак Барса», играл за юношей «Нефтяника» Альметьевск. С сезона 2015/16 — игрок команды МХЛ «Ирбис», с сезона 2017/18 стал также выступать за «Барс». 8 октября 2019 года дебютировал в КХЛ в гостевом матче «Ак Барса» против «Локомотива» (4:0).
На драфте НХЛ 2020 года был выбран в 7-м раунде под общим 215-м номером клубом «Вегас Голден Найтс». 7 апреля 2021 года подписал с клубом двухлетний контракт и стал играть за фарм-клуб «Хендерсон Силвер Найтс» из AHL. Не получив шанса сыграть в НХЛ, летом 2023 года вернулся в Россию и подписал пробный контракт с «Ак Барсом». 17августа заключил с клубом двухлетнее соглашение и был отдан в аренду в «Трактор». 27 декабря был отдан в аренду в «Сибирь». 30го апреля 2024 года «Сибирь» сообщила о решении не продлевать контракт с Марушевым.
Участник юниорского чемпионата мира 2016 года. Бронзовый призёр юниорского чемпионата мира 2017 года.